# Димитър Арнаудов (Либяхово)
Вижте пояснителната страница за други личности с името Димитър Арнаудов.
Димитър Сотиров Арнаудов с псевдоним Отело е български революционер и политик, деец на Вътрешната македоно-одринска революционна организация и ВМРО (обединена).

## Биография
Арнаудов е роден в 1874 година в неврокопското село Либяхово, което тогава е в Османската империя. Родът му по произход е от Янина. Занимава се с търговия. Влиза във ВМОРО още след основаването на организацията в 1895 година, посветен от Георги Гърнев, като е сред основателите на революционния комитет в Либяхово. Като праматарин обикаля селата и посвещава отделни хора в революционната организация. Изпълнява куриерски задачи и е пунктов ръководител. По време на Илинденско-Преображенското въстание участва в саботажи в Серския революционен окръг. След въстанието в 1905 е делегат на Първия, а в 1907 година на Третия конгрес на Серския окръг. В 1907 става член на Неврокопския околийски комитет на ВМОРО. Действа като подвойвода на неврокопския районен войвода Петър Милев.
След Младотурската революция в 1908 година е сред основателите на Народната федеративна партия (българска секция). Участва в отряда на Яне Сандански при Похода му към Цариград в подкрепа на младотурците.
По време на Балканската война е начело на чета, подпомагаща действията на българските войски. Участва в освобождението на Неврокоп заедно с четите на Христо Чернопеев, Пейо Яворов, Михаил Чаков, Лазар Топалов, Костадин Бояджиев, Йонко Вапцаров, Александър Буйнов и Т. Петров. На 21 октомври 1912 година заедно с четите на Яне Сандански, Стойо Хаджиев и Георги Казепов овладяват Рупелското дефиле. След Междусъюзническата война става народен представител от Неврокопска околия в XVII народно събрание от Демократическата партия до края на мандата му в 1919 година.
След Деветоюнския преврат е преследван от новите власти и на 24 септември 1924 година заедно с Тего Куюмджиев емигрира в Гърция, където е арестуван и през април 1925 година екстрадиран в Югославия. През октомври същата година е участник на Учредителната конференция на ВМРО (обединена) във Виена, като е избран за член на Централния ѝ комитет като представител на Сярската група, но без негово съгласие и желание. Арнаудов заема мястото си в ЦК едва през октомври 1927 година, от август 1927 година е и в Секретариата на организацията, но практически не участва в дейността ѝ. Владимир Поптомов го определя като авторитетен, но не и енергичен и инициативен.
Живее и работи в Берлин и Париж, а от 1930 до 1934 година – в Турция, където поддържа канал за прехвърляне на комунисти в СССР. Участва на помирителната Цариградска конференция на ВМРО (обединена) от 1930 година като представител на комунистическото крило.
През декември 1934 година се заселва в Одеса, СССР, а от 1935 година в Ростов на Дон.
В 1937 година е арестуван от съветските власти и убит в 1938 година. Реабилитиран е в 1956 година.
Арнаудов е автор на спомени за революционното движение в Серския окръг.